# Pjotr Mihajlovič Gavrilov
Pjotr Mihajlovič Gavrilov, ruski častnik in heroj Sovjetske zveze, * 1900, Kazan; † 26. januar 1979, Krasnodar, Sovjetska zveza.

## Življenjepis
Gavrilov je izhajal iz rodu Tatarov, ki so se pokristjanili.
Rdeči armadi se je pridružil 1918 in nato sodeloval v bojih na Kavkazu. 1922 se je pridružil Komunistični partiji ZSSR. Po koncu ruske državljanske vojne je ostal nameščen v Krasnodaru, kjer je poveljeval različnim vojaškim enotam. Nato je bil poslan na vojaško akademijo Frunze (Moskva), ki jo je končal 1939 ter bil postavljen za poveljnika 44. strelskega polka. V tej funkciji je dve leti sodeloval v zimski vojni in dočakal drugo svetovno vojno. 
Druga svetovna vojna ga je ujela v trdnjavi Brest, kjer je takoj po napadu prevzel poveljstvo nad vzhodnim delom trdnjave in organiziral obrambo, ki jo je vodil do 23. julija 1941, ko je bil ujet. Preostanek vojne je preživel v nemških ujetniških taboriščih.
Jeseni 1945 je bil ponovno sprejet v Rdečo armado, kjer je bil postavljen za poveljnika ujetniškega taborišča za japonske častnike v Sibiriji. Zaradi krčenja sovjetskih oboroženih sil in ker je bil med vojno vojni ujetnik, je bil odpuščen in mu je bila dodeljena majhna pokojnina.
Tako je živel, dokler ga ni »odkril« vojaški zgodovinar Sergej Sergejevič Smirnov, ki je pisal monografijo Trdnjava Brest. Po njegovi intervenciji je bil 22. aprila 1956 ponovno sprejet v KPSZ in hkrati so mu zvišali tudi pokojnino. Februarja 1957 mu je bil podeljen naziv heroja Sovjetske zveze in dva reda Lenina.

## Odlikovanja
- heroj Sovjetske zveze (februar 1957; za herojsko obnašanje v trdnjavi Brest)
- red Lenina (februar 1957; za herojsko obnašanje v trdnjavi Brest)
- red Lenina (februar 1957; za dolgoletno predano služenje v Rdeči armadi)